# Химически реактор
Химически реактор се нарича апарат, предназначен за извършване на химична реакция.
Той е основното звено на дадено химическо производство, докато всички останали апарати имат за цел да подготвят изходните вещества за реакцията или да разделят рекционните продукти.
В реакторите наред с химичния процес протичат сложни и влияещи се един друг процеси на топлообмен (топлопроводност, конвективен и др.) и масообмен (конвекция, дифузия). Пълното им описание става с уравненията на Навие-Стокс, уравнение на Фурие и др., които представляват системи от диференциални уравнения с частни производни и в най-общия случай нямат аналитично решение. Единственият начин да се решат тези системи (точно) е с помощта на числени методи.
За приближени изчисления „на ръка“ се работи с идеализирани модели: т. нар. реактор с идеално смесване и реактор с идеално изместване. При реактора с идеално смесване отделните параметри (температура, налягане, концентрация, скорост на химичната реакция и др.) са константни в целия обем на реактора. На практика този реактор се реализира като (цилиндричен или сферичен) съд снабден с бъркалка, поради интензивното разбъркване условията се доближават до идеализираните. При реакторът с идеално изместване параметрите се променят по дължината на реактора, но са константни в радиално направление. Този тип реактори се реализират като тръба (тръбен реактор), с дължина много по-голяма от радиуса.
В зависимост от кинетиката и порядъка на химичната реакция, както и наличието на други фактори (странични реакции) единият или другият тип реактори водят до по-добри резултати (по-висока скорост на реакцията или по-добра конверсия). За да се осигурят необходимите условия за протичането на реакцията (температура, налягане и др.) реакторите често са снабдени с допълнителни конструкции (напр. топлообменник за отвеждане или подаване на топлина).
- Реактор с бъркалка, задвижвана от електромотор
- Реактор с бъркалка
- Вътрешност на реактор с бъркалка
- Kотвовидна бъркачка
- Реактор с кипящ слой

- Съд със змиевик
- Съд (напр. реактор) със змиевик
- Съд с риза